# Radost života (Matisse)
Radost života je fovističko ulje na platnu Matissea iz 1906. god. 
Sliku je izvorno posjedovao amerikanac Leo Stein, brat slavne Gertrude Stein s kojom je zajedno bio najvažniji mecena europske avangardne umjetnosti u ranom 20. stoljeću. Oni su u svom pariškom stanu skupljali moderna umjentička djela i održavali neformalne salone koji su privlačili mnoštvo vodećih osoba književnosti, glazbe i likovnih umjetnosti; između ostalih Matissea i Picassa.

## Odlike
Matisse je vrlo brzo nakon osnutka fovističkog pokreta otišao korak dalje razvijajući stil veće senzibilnosti i iskrenosti. Veliko platno koje je on nazvao „Radost života“ je zapravo najava ovog stila. Iako je slika zapravo sinteza brojnih skica koje je slikar napravio godinu dana ranije u Collioureu, gotovo djelo nije prikaz viđenoga na ljetovanju, nego nečega zamišljenog: mitski rani raj gdje neobuzdani likovi u plesnim pozama vode ljubav i opće s prirodom. Vibrirajuće boje su nanošene bez traga uznemirenosti, a potezi kistom su u traganju za čistom senzualnošću boje. Jedini pokret su duge tekuće krivulje drveća koje se nastavljaju i ponavljaju u obrisima tijela. Ovi usklađeni ritmovi, u kombinaciji s opuštenim pozama dvije ležeće ženske figure u središtu, uspostavljaju osjećaj „smirenosti i odmora od stresa svakodnevnog života“, čemu je Matisse od tada želio posvetiti svoju umjetnost.
„Ono o čemu ja sanjam,“ zapisao je Matisse 1908. godine, „je umjetnost ... koja je izbjegla uznemirujuću ili depresivnu tematiku ... koja može biti za svakog onoga koji razmišlja, bio on poslovni čovjek ili spisatelj, poput ... mentalno opuštanje, poput udobnog naslonjača za odmor.“

## Vanjske poveznice
- Le bonheur de vivre (Radost života)  Arhivirana inačica izvorne stranice od 18. svibnja 2009. (Wayback Machine) Posjećeno 25. siječnja 2011.